# Branoux-les-Taillades
Branoux-les-Taillades település Franciaországban, Gard megyében. Lakosainak száma 1297 fő (2022. január 1.). Branoux-les-Taillades La Grand-Combe, Lamelouze, Sainte-Cécile-d’Andorge, Les Salles-du-Gardon, Le Collet-de-Dèze és Saint-Julien-des-Points községekkel határos.

## Népesség
A település népességének változása:
| Lakosok száma | 1697 | 1404 | 1338 | 1283 | 1399 | 1368 | 1340 | 1338 | 1336 | 1297 |
|               | 1968 | 1982 | 1990 | 2006 | 2013 | 2015 | 2017 | 2019 | 2020 | 2022 |